# Río Morava occidental
El río Morava occidental o Morava del Oeste (en serbio: Zapadna Morava; en cirílico, Западна Морава), es un río que discurre por el centro de Serbia, la mayor de las dos fuentes, de 308 km, del río Gran Morava (la otra es el Morava del Sur, Morava Južna).

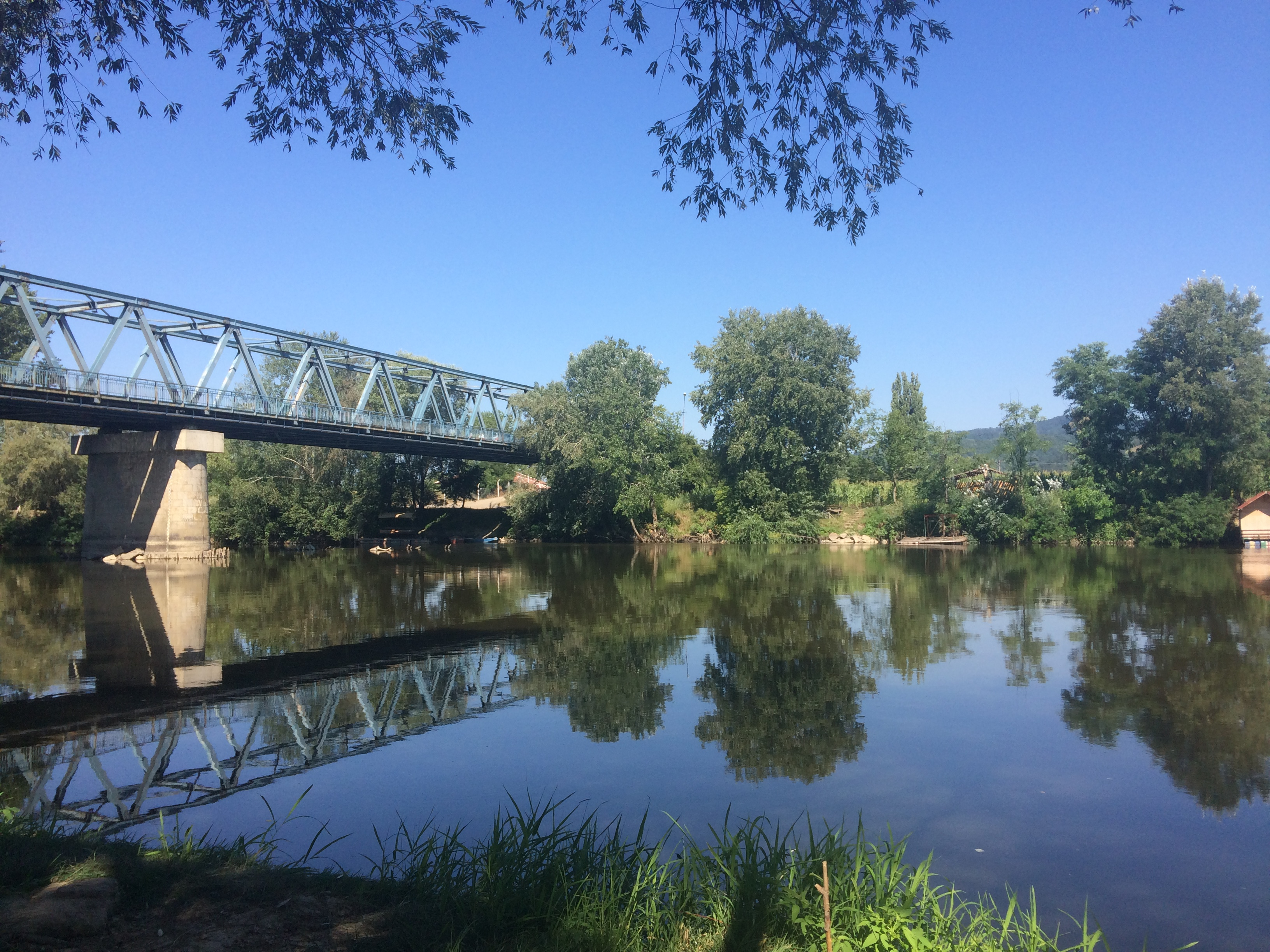
Río Morava occidental en Trstenik

## Origen
El río Morava occidental nace en el campo Tašti, al este de la ciudad de Požega, de la confluencia de los ríos Golijska Moravica y Đetinja. En el campo Đetinja recibe por la izquierda su principal afluente, el Skrapež, pero menos de un kilómetro después de la confluencia, se encuentra con el Moravica Golijska que desde el sur, formando el Morava occidental. Dada la proximidad de la confluencia entre los tres ríos, el Đetinja, el Skrapež y el Moravica Golijska, algunas fuentes consideran que los tres son cabeceras directas del Morava occidental. Siguiendo la dirección del curso, el Đetinja es un afluente natural del Morava occidental, pero puesto que el Golijska Moravica tiene 23 km más, este último se considera como el afluente principal. Medido desde la fuente del Moravica Golijska, el Morava occidental tiene una longitud de 308 km, y solamente considerando el Morava occidental tiene 210 km.

## Curso

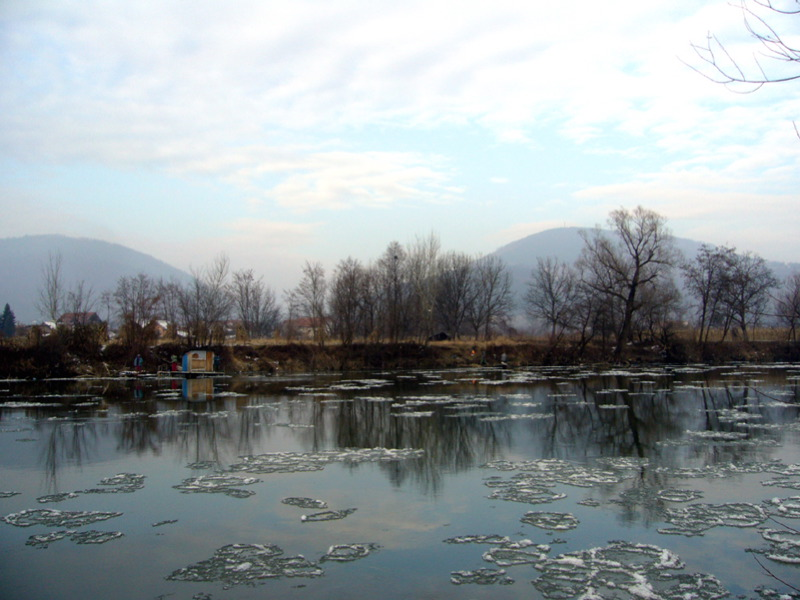
El río a su paso por Trstenik (enero 2009)

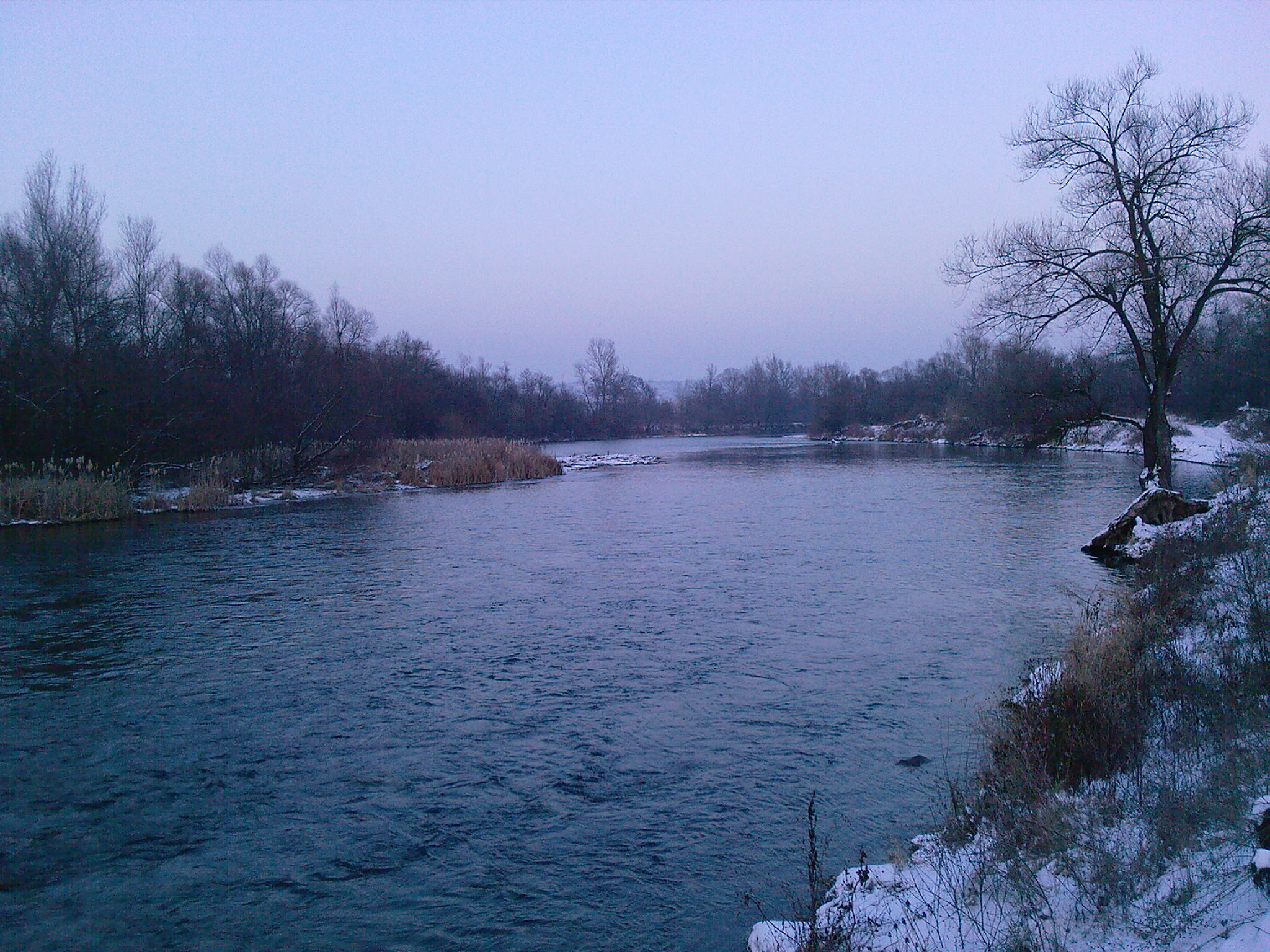
El río en invierno

A diferencia del Morava del Sur y del Gran Morava, que siguen la dirección del meridiano (de sur a norte), el Morava occidental discurre en dirección latitudinal (de oeste a este), dividiendo la región de Šumadija, en la Serbia central, de las partes meridionales del país. Debido a que el Morava occidental fluye entre muchas montañas, se pueden distinguir los siguientes tramos:
- entre las regiones de Crna Gora, al norte, y Dragačevo al sur: en este tramo recibe al río Bjelica, desde el sur, y en su proximidad, y también al sur del río, se encuentra el pequeño pueblo de Lučani, centro de Dragačevo.

- entre las montañas Ovčar (norte) y Kablar (sur): el río talla aquí la garganta Ovčar-Kablar. El Morava occidental está represado en la garganta (que se llama en serbio monte Athos, debido a los muchos monasterios) y nuevamente tras ella, ya que siguen los embalses de Ovčar-Kablar y Međuvršje.

- entre la región de Takovo (norte) y la montaña Jelica y región de Goračići (sur): en este tramo se encuentra la ciudad de Čačak (73.217 hab. en 2002), y el río está represado de nuevo (lago Parmenac) y recibe numerosos afluentes (sobre todo desde la izquierda: el Čemernica, Bresnička reka, Lađevačka reka); en este punto, el río entra en el valle bajo de Zapadno Pomoravlje, con frecuentes meandros e inundaciones, así que desde aquí los principales asentamientos se alejan del río (Goričani, Lađevci, Mrčajevci).

- entre la montaña Kotlenik y la región de Gruža (norte) y las montañas Stolovi (sur): la ciudad de Kraljevo (82.846 hab. en 2002) y sus suburbios de Adrani y Ratina se encuentran al sur del río, donde el río Ibar desemboca en el Morava occidental desde la derecha, también por la derecha, recibe al Tovarnica y desde la izquierda, al Gruža.

- entre las montañas de Gledićke planine (norte) y Goč (sur): en este tramo se encuentran el más famoso spa de Serbia, Vrnjačka Banja, sus suburbios de Vrnjci y Novo Selo, la ciudad industrial de Trstenik y el monasterio de Ljubostinja.

- entre las regiones de Temnić (norte) y Rasina (sur): se encuentran al norte del río varios pueblos grandes (Medveđa, Great Drenova, Kukljin, Bošnjane, mientras que Globoder, la ciudad de Kruševac (75.700 hab. en 2003) y sus suburbios de Jasika, Pepeljevac, Parunovac y Čitluk se encuentran al sur . Al norte de la pequeña ciudad de Stalać, el Morava occidental y el Morava del Sur se unen y forman el Gran Morava.

## Características
En total, el Morava occidental recibe 85 afluentes. El río era más largo (319 km), pero debido a la regulación del caudal, ahora es más corto. El Morava occidental tiene un caudal medio de 120 m³/s, pero se caracteriza por sus fluctuaciones extremas, lo que provoca graves inundaciones. Drena un área de 15.849 km² (el 42,3% de toda la cuenca del Gran Morava) y pertenece a la cuenca del Danubio, que acaba desaguando en el mar Negro. El río no es navegable, aunque cuando se inició el programa de mejoramiento en 1966, se proyectó que se convirtiera en navegable desde Kruševac a Čačak.

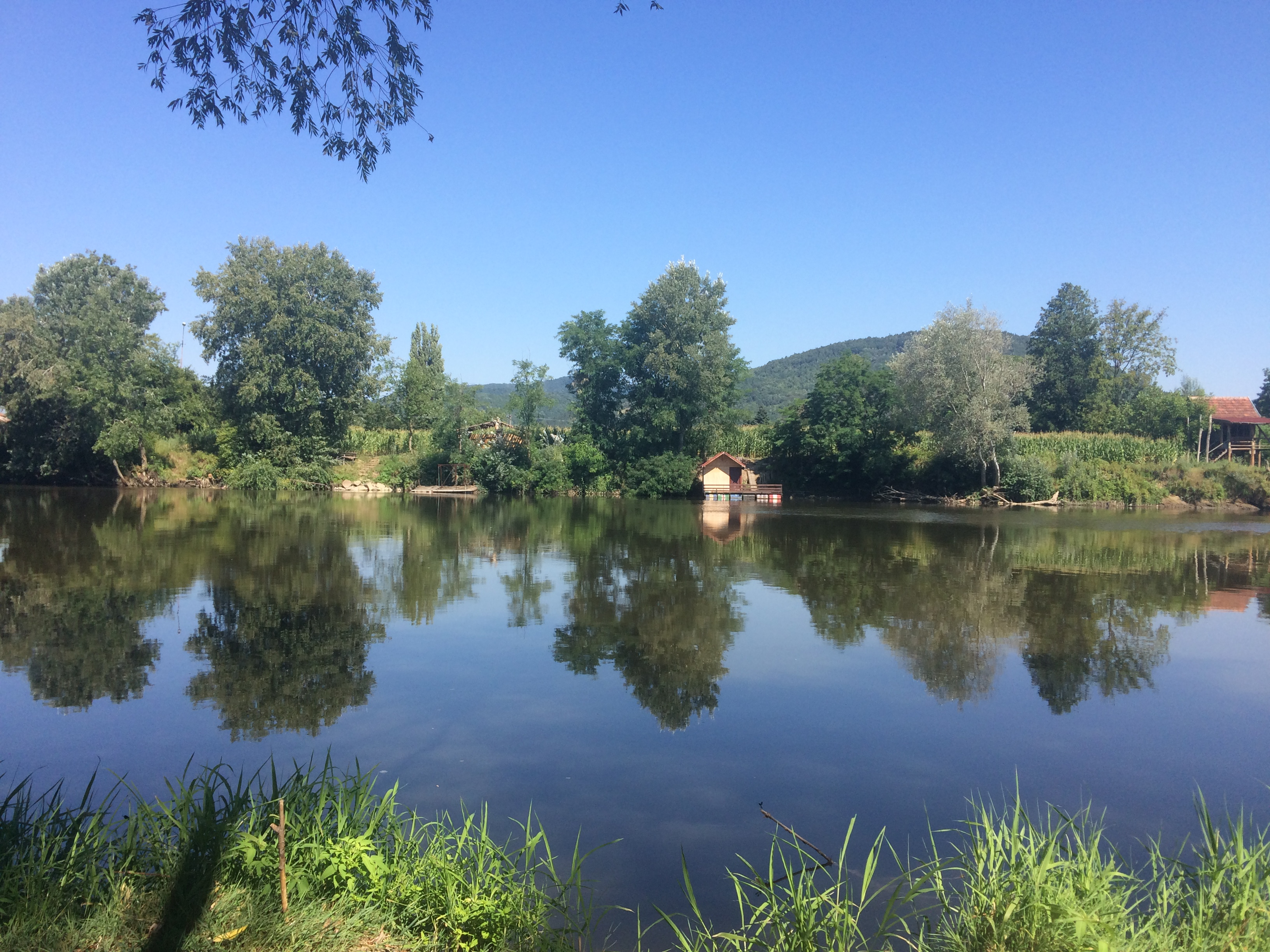
Río Morava occidental en verano

## Economía
El valle del río Morava occidental, Zapadno Pomoravlje, es económicamente el más desarrollado de los tres valles de los ríos Morava. Con el valle del río Ibar, el Morava occidental tiene un enorme potencial en la producción de electricidad (plantas de energía hidroeléctrica de Ovčar (6 MW) y Međuvršje (7 MW). El agua también se utiliza para el riego y con este fin se ha creado el lago artificial Parmenac, contribuyendo así a una región ya fértil (cereales, frutales). Además, de los tres ríos Morava, el valle del Morava occidental es el más forestado.
La cuenca del Morava occidental es rica en minerales (la sección del Ibar, sobre todo), e incluye la extracción de hulla, magnesita, cromo, etc. Como resultado, la industria está muy desarrollada con una serie de ciudades muy industrializadas: Užice, Požega, Čačak, Kraljevo, Trstenik y Kruševac. El tráfico es también importante para la economía, y el valle del río es una ruta natural para carreteras y ferrocarriles, tanto para la conexión con el este, centro y oeste de Serbia.